# أبو الذابح
أبو الذابح قرية سعودية، تتبع مركز بني يزيد في محافظة الليث بمنطقة مكة المكرمة، تقع في شرق مدينة الليث بمسافة نحو (90) كم.